# Eiterfeld
Eiterfeld è una città tedesca situata nel circondario di Fulda nell'est dell'Assia.
Il castello medioevale Burg Fürsteneck (risalente al 1250 circa) è la costruzione con l'interesse storico e turistico più grande. Dal 1952 ospita un'accademia per formazione professionale e culturale.

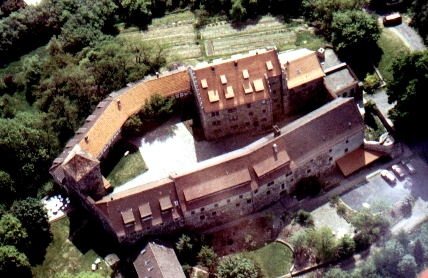
Accademia Burg Fürsteneck